# طوبين زبابي لأندرسون
الطوبين الزبابي لأندرسون (الاسم العلمي: Uropsilus andersoni)، هو نوع من الثدييات يتبع فصيلة الطوبينيات. موطنه الأصلي في الصين.